# 1989 في البرتغال
فيما يلي قوائم الأحداث التي وقعت خلال عام 1989 في البرتغال.

## سياسة

### تعيين في المنصب
- 15 يناير – جورجي سامبايو الأمين العام للحزب الاشتراكي.

## رياضة
- 24 سبتمبر – جائزة البرتغال الكبرى 1989 الفائز غيرهارد بيرغر.

## مواليد

### يناير
- 4 يناير – هيلدر فيليبي أوليفيرا لوبيس لاعب كرة قدم برتغالي.
- 13 يناير – روميو ريبيرو لاعب كرة قدم برتغالي.
- 13 يناير – ميجيل روسا لاعب كرة قدم برتغالي.
- 22 يناير – كلاوديو فونسيكا لاعب كرة سلة برتغالي.
- 29 يناير – فاسكو روشا لاعب كرة قدم برتغالي.

### فبراير
- 4 فبراير – أندري ميكايل لاعب كرة قدم برتغالي.
- 13 فبراير – خوسيه غونكالفس دراج برتغالي.
- 17 فبراير – بيرناردو تينجارينهو لاعب كرة قدم برتغالي.

### مارس
- 4 مارس – برونو ماتياس لاعب كرة قدم برتغالي.
- 6 مارس – نيلسون أوليفيرا درّاج طريق برتغالي.
- 30 مارس – جواو سوسا لاعب كرة مضرب برتغالي.

### أبريل
- 4 أبريل – دييغو لييتي لاعب كرة قدم برتغالي.

### مايو
- 3 مايو – ميغيل فيريرا لاعب كرة قدم برتغالي.
- 8 مايو – جواو باولو بيريرا غوميز لاعب كرة قدم.
- 10 مايو – ماركو ماتياس لاعب كرة قدم برتغالي.
- 31 مايو – ايكور بيتا لاعب كرة قدم برتغالي.

### يونيو
- 8 يونيو – تياغو بيريرا لاعب كرة يد برتغالي.
- 22 يونيو – خايمي بولسون لاعب كرة قدم برتغالي.
- 22 يونيو – ماركو غوميز رودريغوس لاعب كرة قدم برتغالي.
- 23 يونيو – لويس بيدرو غوميز مارتينز لاعب كرة قدم.
- 25 يونيو – إدغار مورايس ممثل برتغالي.
- 25 يونيو – رافاييل مورايس ممثل برتغالي.

### يوليو
- 5 يوليو – تياجو سنترا لاعب كرة قدم برتغالي.
- 11 يوليو – ماركو بايكسينهو لاعب كرة قدم برتغالي.
- 27 يوليو – جواو بيدرو مينديز سيلفا

### أغسطس
- 21 أغسطس – جاير أمادور لاعب كرة قدم برتغالي.
- 26 أغسطس – أندريه أندريه لاعب كرة قدم برتغالي.

### أكتوبر
- 5 أكتوبر – أندريه بينتو لاعب كرة قدم برتغالي.
- 6 أكتوبر – بيزي لاعب كرة قدم برتغالي.
- 12 أكتوبر – أندريه مارتينز لاعب كرة قدم برتغالي.

### نوفمبر
- 3 نوفمبر – فيليبي ميلو لاعب كرة قدم برتغالي.
- 30 نوفمبر – مانويل ليز لاعب كرة قدم برتغالي.

### ديسمبر
- 3 ديسمبر – ريكاردو أبيل باربوسا فيريرا لاعب كرة قدم برتغالي.
- 16 ديسمبر – أندريه سيمواش لاعب كرة قدم برتغالي.
- 28 ديسمبر – سالفادور سوبرال مغني برتغالي.